# Peridium (zoologia)
Peridium (l. mn. peridia, ozn. pe) – struktura anatomiczna obecna na tarczce brzusznej (wentralnej) niektórych roztoczy.
Narząd ten został opisany w 1955 roku przez R. Domrowa jako "prawie kulisty dołek z otworem obwarowanym gęstą szczotką z delikatnych szczecinek". Nazwę nadał mu w 1968 roku L. van der Hammen w redeskrypcji Allothrus constrictus.
Peridia występują w parze: na lewej i prawej części tarczki, tuż za biodrami czwartej pary odnóży. Mają postać przyczepionych od wewnątrz do tarczki chitynowych woreczków o twardych ściankach. Wnikają one wyraźnie w głąb jamy ciała. Ich otwory i pobliska powierzchnia tarczki otoczone są licznymi papillami. W ich wnętrzu znajdują kutykularne kolce. U dorosłych Allothyrus ich średnica wynosi około 100 μm.
Organy te występują u obu płci, a ich funkcja jest nieznana. Przypominają papille genitalne u Opilioacarida, nie posiadają jednak przykrywki. Ich lokalizacja przywodzi na myśl położenie przetchlinek u kleszczowatych (Ixodidae), jednak nie pełnią one funkcji oddechowej. Możliwe, że struktury te służą ewaporacji substancji odstraszających, a znajdujące się w nich kolce mają zwiększyć powierzchnię parowania. Szczegółowe obrazy z mikroskopu elektronowego potwierdziły obecność porów gruczołowych w peridium.
W obrębie Holothyrida obecność peridia jest charakterystyczna dla rodziny Allothyridae. Ponadto struktury te występują u niektórych żukowców (Mesostigmata).